# ترک‌های خراسانی
ترک‌های خراسانی بخشی از مردمان ترک‌تبار ساکن خراسان  که به زبان ترکی خراسانی سخن می‌گویند و پیرو مذهب شیعهٔ دوازده‌امامی هستند. جمعیت این گروه در درون ایران و نواحی همسایه در ترکمنستان و فراتر از آمور دریا با استناد به دانشنامه ایرانیکا بیش از یک میلیون تن برآورد می‌شود.
آنان در شهرستانها، شهرها، و روستاهای مختلف استانهای خراسان شمالی، خراسان رضوی، همچنین بخش کالپوش استان سمنان، استان گلستان و شرق استان مازندران بصورت پراکنده و در کنار دیگر اقوام ایرانی زندگی میکنند. 

## پیشینه
استایوانوف (۱۹۲۶، ص ۱۵۴) ترک‌های خراسانی را بازمانده ترکانی دانسته که در قرن سوم از ترکستان به خراسان حمله کردند.
فرای و صاییلی (ص ۳۱۵) تاریخ حضور ترکان در خراسان و ماوراءالنهر را به قبل از ورود اسلام به ایران نسبت داده‌اند.
در منابع جغرافیایی قرون اولیه هجری نیز دربارهٔ حضور ترکان خلج در مناطقی از خراسان بزرگ مطالبی آمده‌است. به نظر یوهانسون (۱۹۹۸، ص ۳۲۵)، قسمت اعظم ترکهای ایران از اخلاف سلجوقیان‌اند. سلجوقیان از قبایل غز بودند و ترکهای خراسان در اصل بازمانده دسته‌ای از این ترکان غز محسوب می‌شوند.
ترک‌های خراسان را گردهارد دورفر از نسل ترکان سلجوقی می‌داند. اگر چه قبل از سلجوقیان گروهی دیگر از ترکان اغوز در زمان سلطان محمود غزنوی به خراسان کوچ کردند ولی انبوه ترکان با فرزندان سلجوق یعنی طغرل و چاغری به خراسان آمدند.

بعدها با آمدن ترکان اّیغور همراه مغول‌ها همچنین بعد از قرن ۱۶ میلادی در اثر استیلای ترکمانان با آنان کم و بیش مخلوط شدند.
سیدعلی میرنیا طبق تحقیقات خود در کتاب «پژوهشی در شناخت ایل‌ها و طایفه‌های عشایری خراسان» زمان ورود هریک از ایلهای ترک را در دورههای مختلف چنین بیان کرده است:
- بیات (بایاتها): همراه با ورود و تسلط سلجوقیان در سال(426ه.ق):
- گرایلی ها: همزمان با ورود امیرتیمورگورکانی و تشکیل سلسله تیموریان در سال(873ه.ق)
- افشار ها: در زمان شاه اسماعیل صفوی و شاه عباس صفوی از آذربایجان به خراسان برای دفاع از مرزها و مقابله با تهاجم اقوام ازبک در لشگرکشی سال(916)
- تاتار ها: انتقال ایل تاتار در زمان نادرشاه افشار به مناطق مختلف خراسان، و سکونت هرکدام از ایلهای فوق در این منطقه،(میرنیا،1369: 39)

اما آنچه که به وضوح دیده میشود این است که در بین مردم ترک ساکن خراسان، نام این ایلها زیاد مطرح نبوده و بیشتر خود را به عنوان ترک خراسان میشناسند.

## ایل‌های ترک خراسان
در خراسان به دلیل ورود ترک‌ها در تاریخ‌های مختلف، ایل‌ها و طوایف متعددی وجود دارد. بر اساس منطقه‌ای و شهری به قرار زیر می‌باشد:
- درگز:[۱۱][۱۲][۱۳][۱۴][۱۵][۱۶]
  - شهر درگز:استاجلوها، قرقلوها (قرخلو)، اوزدمیرلوها، ایل اوغلی‌ها، چوله‌ها، زنگانلوها، ساروانلوها، قراگوزلوها، کهرلوها، گرایلی‌ها.
  - روستاها و ولایات:ابیوردلوها (روستای حصار),اجرلوها (بخش چاپشلو),ارشلوها (درگز و روستای حصار)، اوتانلوها (روستای اوتانلو)، ایمانلوها (دستگرد) بابا خانلوها (چاپشلو) پاپالو (لطف آباد),چاپشلوها(بخش چاپشلو)، گندوزلوها (روستای باغباده).
- کلات:
  - شهر کلات: احمدلوها، تاتارها، جغتائی‌ها، جلایرها، زنگانلوها
  - روستاها و ولایات: ایده لو (روستای ایده لو: ایدلیک) , بوباشی (دربند) , چولائی (زواندرخ)[۱۱][۱۷][۱۸][۱۹][۲۰]).
- بجنورد:[۱۱][۱۶][۲۱]
  - شهر بجنورد:گرایلی‌ها.
  - روستاها و ولایات:تاتارها (روستای تاتار)، تیمورتاش‌ها (بجنورد-روستای نردین-روستای کسبایر).
- جوین، جغتای، خوشاب و سبزوار:[۱۱][۱۶]
  - شهر جغتای و نقاب: جغتائی‌ها، قلیچی‌ها، گرایلی‌ها.
- سرولایت و نیشابور:[۱۱][۲۲][۲۳]
  - شهر چکنه و نیشابور:بیات‌ها، گرایلی‌ها..خاندان سبزی
- بام و صفی‌آباد(ارغیان):[۱۱][۱۶][۲۱]
  - شهر صفی‌آباد:بغایری‌ها، قلیچی‌ها، گرایلی‌ها.
  - روستاها و ولایات:قراخانلو (روستای الست و السک).
- قوچان وفاروج وشیروان:گرایلی‌ها.[۱۱][۱۶]
- خواف:خلج‌ها، شرقلوها.[۱۱][۲۴]
- سرخس:جوانشیرها، قورغلوها.[۱۱][۲۵]
- جاجرم و سملقان:گرایلی‌ها.[۱۱][۱۶]
- چناران:بقمنجی‌ها.[۱۱][۱۱][۲۶]
- تربت جام:[۱۱][۲۷][۲۸]
  - شهر تربت جام:روتی‌ها.تیموری ها.

مروی(موری)ها
- - روستاها و ولایات:تکه لوها.مروی ها(روستاهای لنگر و محمود آباد و کلاته مروی)
- تربت حیدریه:قرائی‌ها[۲۹]

## افشارهای خراسان
منابع تاریخی زمان مهاجرت نخستین گروه‌های ایل افشار به خراسان را در آغاز دورهٔ صفوی گزارش می‌دهند. استرآبادی در جهانگشای نادری به مهاجرت ایل قرقلو از آذربایجان به خراسان در زمان شاه اسماعیل اول، و سکنی گزیدن آن ایل در شمال خراسان اشاره می‌کند و می‌نویسد: نواحی سرچشمه میاب کوبکان در کوهستانهای جنوبی محال ابیورد ییلاق، و اتک، شمالی‌ترین ناحیه کوبکان یا کوپکان، و دستجرد و درّه جَز (درگز) قشلاق طایفه‌های ایل افشار بود.

## ایل‌های ترک افشار در خراسان
برخی طایفه‌های کنونی افشار ساکن در خراسان:
اِمبِرْلو یا ایمرلو، ارشلو ، بغایری،اوتانلو، اَیَدلو، ایمانلو (معروف به عبدالملکی)، پاپالو، تکللو یا تَکه‌لو، زَنگانلو، سَروَرلو، قِرقلو یا قِرخِلو یاد کرده‌اند که در نواحی دره گز خراسان پراکنده‌اند. اوبرلینگ به نقل از بروگ به اقامت برخی طایفه‌های افشار در جنوب بجنورد، فاروج، شیروان، قوچان، و نواحی میان سبزوار و نیشابور (خوشاب، بخش سرولایت,طوایف سبزی،بیات) اشاره می‌کند.